# Erwin Junior Sánchez
Erwin Junior Sánchez Paniagua (Lisboa, 23 de julio de 1992) es un futbolista boliviano de origen portugués. Juega como centrocampista en San Antonio de la Primera División de Bolivia.

## Trayectoria
Después de graduarse de la escuela secundaria, decidió estudiar una maestría en negocios Internacionales en los Estados Unidos en lugar de practicar fútbol profesional. En 2015, luego de regresar a Bolivia, se unió al Real Potosí en la Primera División de Bolivia.

## Selección nacional
En noviembre de 2015, recibió su primera convocatoria a la selección absoluta de Bolivia para la clasificación para la Copa Mundial de la FIFA 2018 contra Venezuela y Paraguay.
En 2021 fue parte de la convocatoria para la fecha doble de junio de la clasificatorias para la Copa del Mundo 2022, también fue convocado para disputar la Copa América 2021.

## Vida personal
Es hijo del exfutbolista internacional boliviano Erwin Sánchez, conocido como Platini Sánchez. Nacido en Portugal cuando su padre jugaba en el Boavista, tiene doble nacionalidad: portuguesa-boliviana.

## Clubes
| Club              | País     | Año               |
| ----------------- | -------- | ----------------- |
| Real Potosí       | Bolivia  | 2015              |
| RD Águeda         | Portugal | 2016              |
| Blooming          | Bolivia  | 2018 - 2021       |
| The Strongest     | Bolivia  | 2021              |
| Blooming          | Bolivia  | 2022              |
| Oriente Petrolero | Bolivia  | 2023 - 2024       |
| San Antonio       | Bolivia  | 2025 - Actualidad |